# Belina Josselyn
Belina Josselyn, född 2011 på Haras du Bois Josselyn i Neuville-près-Sées i Normandie, är en fransk varmblodig travhäst. Hon tränades och kördes av Jean-Michel Bazire under hennes karriär. Hon har omnämnts som världens bästa tävlingssto.
Belina Josselyn började tävla 2014. Hon sprang under sin karriär in 2,5 miljoner euro på 72 starter, varav 22 segrar, 7 andraplatser och 9 tredjeplatser. Hon tog karriärens största segrar i Prix d'Amérique (2019), Prix de France (2018) och Prix de Paris (2019, 2020).
Bland hennes andra stora segrar räknas Prix Ariste-Hémard (2015), Prix de Croix (2016), Prix Jean Le Gonidec (2016), Prix Ovide Moulinet (2016), Prix Robert Auvray (2016), Prix d'Été (2016), Prix Ténor de Baune (2016), Prix Chambon P (2017, 2018), och Prix de Belgique (2020).
Hon kom även på andraplats i Critérium des 5 ans (2016), Prix d'Amérique (2017), Prix de Paris (2018) och Prix de l'Atlantique (2018) samt på tredjeplats i Prix d'Amérique (2020).

## Karriär

### Tiden som unghäst
Belina Josselyn föddes på stuteriet Haras du Bois Josselyn i Neuville-près-Sées i Normandie. Hon inledde karriären hos tränare Hédi Le Bec och genomförde sitt första kvallopp den 11 juli 2013 på travbanan i Cannes. Drygt åtta månader senare, den 23 februari 2014, gjorde hon tävlingsdebut på travbanan i Laval och kom på tredje plats. Första segern kom i den sjätte starten den 19 juni 2014 i Cannes. Därefter följde ytterligare en seger på Enghiens travbana.
Inför säsongen 2015 flyttades hon från Le Bec till Jean-Michel Bazire. Hon inledde med tre raka segrar i sina tre första sulkylopp hos sin nye tränare. Totalt segrade hon i hälften av de tolv starterna under den första säsongen hos Bazire. Årets största seger tog hon i Prix Ariste-Hémard under det franska vintermeetinget på Vincennesbanan i Paris.

### Säsongerna 2016–2017
Belina Josselyn fick sitt stora genombrott 2016 som femåring, då hon på allvar slog sig in i världseliten. Hon inledde säsongen med att segra i Prix de Croix den 16 januari 2016. Därefter följde ytterligare segrar i grupploppen Prix Jean Le Gonidec, Prix Ovide Moulinet och Prix Robert Auvray på Vincennesbanan under våren 2016. Den 3 september 2016 kom hon tvåa i det klassiska loppet Critérium des 5 ans, enbart slagen av Bold Eagle. I nästa start, den 10 september, segrade hon i Prix d'Été. Med ett förstapris på 90 000 euro var detta hennes dittills största seger.
Under det franska vintermeetinget 2016–2017 segrade hon i Prix Ténor de Baune den 25 december 2016. Segern gjorde att hon kvalificerade sig för att delta i världens största travlopp Prix d'Amérique för första gången i karriären. Årets upplaga gick av stapeln den 29 januari 2017 på Vincennesbanan. Hon kom tvåa i loppet, efter vinnande Bold Eagle. Under våren 2017 fortsatte framgångarna och hon tog stora segrar i grupploppen Prix Jean Riaud och Prix Chambon P. Hon kom även på tredje plats i Prix Kerjacques.

### Säsongen 2018
Hon startade i Prix d'Amérique för andra gången i karriären den 28 januari 2018. Denna gång kom hon på fjärde plats, slagen av de tre hingstarna Readly Express, Bold Eagle och Propulsion. Den 11 februari 2018 segrade hon i Prix de France. Segern togs på tiden 1.10,2 över 2100 meter, vilket är den näst snabbaste segertiden i loppets historia. Därefter följde två raka andraplatser, först i Prix de Paris den 25 februari och sedan i Prix de l'Atlantique den 21 april. Under sommaren 2018 segrade hon i Prix Chambon P för andra året i rad samt kom på tredjeplats i Prix René Ballière.

### Vintermeetinget 2018/2019
Den 27 januari 2019 tog hon karriärens största seger då hon segrade i årets upplaga av Prix d'Amérique, världens största travlopp. Hon segrade efter en stark slutspurt före bland andra fjolårsvinnaren Readly Express. Hon blev det första stoet på 20 år (senast Moni Maker 1999) att vinna loppet. Hon deltog även i Prix de France den 10 februari 2019, men galopperade direkt i starten. Den 24 februari 2019 vann hon Prix de Paris. Hon vann därmed två av de tre Triple Crown-loppen inom fransk travsport under samma vintermeeting.

### Vintermeetinget 2019/2020
Hon gjorde comeback i samband med inledningen av det franska vintermeetinget i oktober 2019. Hon lyckades inte ta några fler segrar under 2019, men inledde 2020 med att segra i Prix de Belgique. Hon startade sedan som titelförsvarare i årets Prix d'Amérique, som kördes den 26 januari 2020. Hon kom på tredjeplats efter en stark slutspurt. Hon gjorde karriärens sista start i Prix de Paris där hon vann loppet enkelt för sin tränare och kusk Jean-Michel Bazire.

## Statistik

### Större segrar
| År   | Lopp                 | Kusk               | Vinstbelopp | Grupp   |
| ---- | -------------------- | ------------------ | ----------- | ------- |
| 2015 | Prix Ariste-Hémard   | Jean-Michel Bazire | 54 000 EUR  | Grupp 2 |
| 2016 | Prix de Croix        | Jean-Michel Bazire | 54 000 EUR  | Grupp 2 |
| 2016 | Prix Jean Le Gonidec | Jean-Michel Bazire | 54 000 EUR  | Grupp 2 |
| 2016 | Prix Ovide Moulinet  | Jean-Michel Bazire | 54 000 EUR  | Grupp 2 |
| 2016 | Prix Robert Auvray   | Jean-Michel Bazire | 54 000 EUR  | Grupp 2 |
| 2016 | Prix d'Été           | Jean-Michel Bazire | 90 000 EUR  | Grupp 1 |
| 2016 | Prix Ténor de Baune  | Jean-Michel Bazire | 54 000 EUR  | Grupp 2 |
| 2017 | Prix Chambon P       | Jean-Michel Bazire | 54 000 EUR  | Grupp 2 |
| 2018 | Prix de France       | Jean-Michel Bazire | 180 000 EUR | Grupp 1 |
| 2018 | Prix Chambon P       | Jean-Michel Bazire | 54 000 EUR  | Grupp 2 |
| 2019 | Prix d'Amérique      | Jean-Michel Bazire | 405 000 EUR | Grupp 1 |
| 2019 | Prix de Paris        | Jean-Michel Bazire | 180 000 EUR | Grupp 1 |
| 2020 | Prix de Belgique     | Jean-Michel Bazire | 54 000 EUR  | Grupp 2 |
| 2020 | Prix de Paris        | Jean-Michel Bazire | 180 000 EUR | Grupp 1 |

## Stamtavla
| Efter Love You 1999        | Coktail Jet 1990    | Quouky Williams | Fakir du Vivier  |
| Efter Love You 1999        | Coktail Jet 1990    | Quouky Williams | Dolly Williams   |
| Efter Love You 1999        | Coktail Jet 1990    | Armbro Glamour  | Super Bowl       |
| Efter Love You 1999        | Coktail Jet 1990    | Armbro Glamour  | Speedy Sug       |
| Efter Love You 1999        | Guilty of Love 1994 | And Arifant     | Sharif di Iesolo |
| Efter Love You 1999        | Guilty of Love 1994 | And Arifant     | Infante d'Aunou  |
| Efter Love You 1999        | Guilty of Love 1994 | Amour d'Aunou   | Speedy Somolli   |
| Efter Love You 1999        | Guilty of Love 1994 | Amour d'Aunou   | Nesmile          |
| Undan Lezira Josselyn 1999 | Workaholic 1982     | Speedy Crown    | Speedy Scot      |
| Undan Lezira Josselyn 1999 | Workaholic 1982     | Speedy Crown    | Missile Toe      |
| Undan Lezira Josselyn 1999 | Workaholic 1982     | Ah So           | Speedy Count     |
| Undan Lezira Josselyn 1999 | Workaholic 1982     | Ah So           | Lalita Hanover   |
| Undan Lezira Josselyn 1999 | Quezira 1982        | Patara          | Gutemberg A.     |
| Undan Lezira Josselyn 1999 | Quezira 1982        | Patara          | Francette        |
| Undan Lezira Josselyn 1999 | Quezira 1982        | Ezira           | Fandango         |
| Undan Lezira Josselyn 1999 | Quezira 1982        | Ezira           | Queen Hera       |